# George Collier
Pour les articles homonymes, voir George Collier (homonymie).
Sir George Collier (11 mai 1738 - 6 avril 1795) est un officier de marine britannique du XVIIIe siècle. Il sert dans la Royal Navy au cours de la guerre de Sept Ans, de la guerre d'indépendance des États-Unis et des guerres de la Révolution française, et termine sa carrière avec le grade d'amiral.

## Biographie
Collier est né à Londres le 11 mai 1738, il est le fils aîné de George Collier issu d’une famille de la classe moyenne. Il entre dans la Royal Navy en 1751. Il a servi d'abord dans les Indes orientales avec Sir George Pocock au cours de la guerre de Sept Ans. Il est promu commandant, le 6 août 1761, puis capitaine de vaisseau le 12 juillet 1762 sur la frégate HMS Boulogne pour son premier commandement. Après la conclusion du conflit, sanctionnée par le traité de Paris, il reçoit le commandement du HMS Edgar sur lequel il servira trois ans. Puis il enchaînera rapidement les commandements des HMS Tweed, HMS Levant et HMS Flore.

## La guerre d'indépendance américaine
Avec le déclenchement de la guerre d'indépendance américaine Collier est envoyé en Amérique du Nord, où il effectue un certain nombre d’actions couronnées de succès qui lui font gagner le titre de chevalier en 1775. Il est ensuite nommé commandant de la frégate HMS Rainbow (un 44 canons) et s'embarque pour l'Amérique du Nord en mai 1776. À son retour dans les colonies américaines, Collier fournit un appui au général William Howe. Envoyé à Halifax en Nouvelle-Écosse comme officier supérieur pour l'amiral Richard Howe, il capture la frégate américaine USS Hancock le 8 juillet 1777 après une longue chasse. Collier détruit de l’approvisionnement à Machias, ce qui ruine les plans américains d’une invasion de la Nouvelle-Écosse. Il reçoit le 17 juin 1777 les remerciements de l’assemblée de la Nouvelle-Écosse, pour ses efforts à assurer la sécurité de la province.

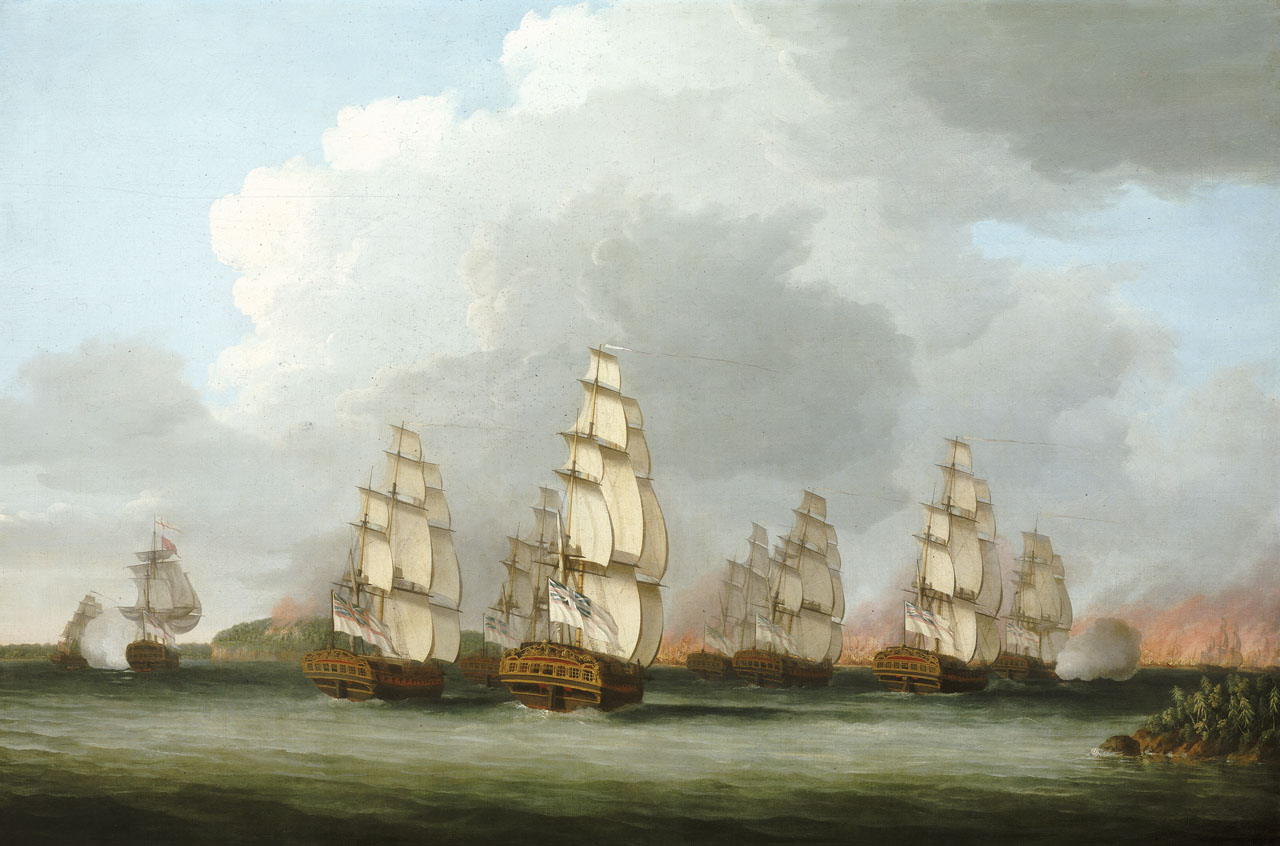
Représentation de la bataille de Penobscot par Dominic Serres, date inconnue.

Appelé à succéder à l'amiral James Gambier en stationnement à New York, le 4 avril 1779, et malgré un escadron considérablement réduit par le départ de navires partis rejoindre la flotte de John Byron et William Hotham dans les Antilles, George Collier réussit avec le général Edward Mathew un raid sur les côtes de la Virginie où ils purent détruire pour plus d’un million de dollars de fournitures dont des navires de l’ennemi. À partir du 30 mai, Collier apporta son soutien à Sir Henry Clinton dans l’assaut britannique contre Stony Point dans la région de New York et dans son raid sur le Connecticut en juin.
Pendant ce temps, il apprit que les Américains avaient commencé l’expédition de Penobscot. Il rassembla ses forces et se précipita pour les contrer. Le temps qu’il arrive, les Américains avaient ré-appareillé. Collier donna la chasse, obligeant finalement les Américains à brûler leurs vaisseaux et à fuir dans les bois. Quatre navires armés tombèrent entre les mains de Collier, tandis que la flotte américaine de 19 navires de ligne et 24 navires de transport fut détruite. Cette défaite décisive des forces navales rebelles fut la pire défaite navale américaine jusqu’à Pearl Harbour. Informé des exploits de Collier, le roi George III du Royaume-Uni dit :

« Il est remarquable que Sir G. Collier, avec des forces modestes, ait été en mesure pendant cinq mois de contenir les rebelles plus efficacement que les amiraux qui commandaient ces grandes flottes. »

Remplacé en tant que commandant en chef par l'amiral Marriott Arbuthnot, Collier est rappelé en Grande-Bretagne. Arrivé à Portsmouth le 29 novembre 1779, Il prend le commandement du HMS Canada (un 74 canons) au début de 1780. Il participe au siège de Gibraltar en avril 1781 avec les forces du vice-amiral George Darby. À son retour, il donna sa démission, ayant eu quelques désaccords avec le Premier Lord de l'Amirauté, John Montagu.

## Carrière politique et vie à terre
George Collier eut l'occasion lors de ses séjours à terre de se lancer dans une carrière politique. Il fut élu député, membre du Parlement pour Honiton en 1784, mais dut retourner à la mer en 1790 où il commanda le HMS St George (98 canons) jusqu'à sa promotion au grade de contre-amiral en février 1793. Il a en outre été promu vice-amiral de l'escadre bleue le 12 juillet 1794, et a reçu une nomination au poste de commandant en chef du Nore (l’entrée du port de Londres) en janvier 1795. Il n’a conservé le poste que quelques semaines avant d'être contraint de le céder pour raison de santé. Le vice-amiral George Collier est mort à Londres le 6 avril 1795.
Collier s'est marié deux fois durant sa vie. Une première fois en 1773 avec Christina Gwyn, avec qui il eut un fils, et la seconde en 1781 avec Elisabeth Fryer, avec qui il eut deux filles et quatre fils. Deux de ces fils entrèrent dans l'armée, les deux autres suivirent leur père dans la marine dont Francis Collier Augustus, qui comme son père atteignit le grade d'officier.
Sir George Collier avait écrit une version théâtrale de La Belle et la Bête avant la guerre d'indépendance américaine, nommé Sélima et Asor. Elle fut jouée à Drury Lane en 1776, et reçut des critiques favorables. Il avait également écrit un compte-rendu de ses visites à Paris et Bruxelles durant l'été 1773, qui ont été publiés par sa petite-fille en 1885 sous le titre : France on the Eve of the Great Revolution.

## Sources et bibliographie
- (en) Cet article est partiellement ou en totalité issu de l’article de Wikipédia en anglais intitulé « George Collier » (voir la liste des auteurs).
- (en) John Knox Laughton, « Collier, Sir George (1738–1795) », Oxford Dictionary of National Biography, Oxford University Press,‎ 2004 (DOI 10.1093/ref:odnb/5915) (inscription requise).
- (en) Hugh Bicheno, Rebels and Redcoats : The American Revolutionary War, HarperCollins, 2003, 310 p. (ISBN 978-0-00-715625-2).
- (en) Julian Gwyn, « Collier, Sir George », dans Dictionary of Canadian Biography, vol. 4, University of Toronto/Université Laval, 1979 (lire en ligne).